# Equulites klunzingeri
Equulites klunzingeri är en fiskart som först beskrevs av Steindachner, 1898.  Equulites klunzingeri ingår i släktet Equulites och familjen Leiognathidae. Inga underarter finns listade i Catalogue of Life.